# 弗拉基米尔·瓦休京
弗拉基米尔·弗拉基米罗维奇·瓦休京（俄语：Владимир Владимирович Васютин，1952年3月8日—2002年7月19日），苏联宇航员。

## 生平
1952年3月8日出生于乌克兰苏维埃社会主义共和国哈尔科夫。1973年毕业于哈尔科夫高等军事飞行员学校。1976年入选宇航员队伍，进入加加林宇航员培训中心接受训练。1979年，成为测试宇航员，接受礼炮7号空间站飞行计划培训。1985年9月17日，瓦休京作为指令长，乘坐联盟T-14与礼炮7号空间站对接。这是远征4任务的一部分。原计划在礼炮7号上停留六个月，但由于瓦休京出现前列腺炎和发烧的症状，迫使机组人员在2个月后的11月21日紧急返回。
1986年因身体原因离开宇航员队伍。随后他进入加加林空军学院深造，1990年完成副博士学位论文，1997年完成全博士学位论文。1990年10月担任飞行系副主任，1991年11月担任飞行系主任。1995年5月任加加林空军学院副院长。1996年被授予空军中将军衔。2002年7月19日病逝。葬于莫斯科州莫尼诺军事公墓。

## 荣誉
- 蘇聯英雄（1985年）
- 荣誉勋章（1996年）
- 列寧勳章（1985年）